# Soszyce (Czarna Dąbrówka)
Soszyce (deutsch Augustfelde, kaschubisch Soszëce) ist ein Dorf in der polnischen Woiwodschaft Pommern und gehört zur Landgemeinde Czarna Dąbrówka (Schwarz Damerkow) im Powiat Bytowski (Kreis Bütow).

## Geografische Lage, Ortsname und Verkehrsanbindung
Soszyce – den Ortsnamen Soszyce gibt es noch einmal in der Woiwodschaft Łódź – liegt in einer von Wald umgebenen leicht hügeligen Landschaft am alten Postweg von Łupawa (Lupow) nach Mikorowo (Mickrow). Der Ort ist von Karwno (Karwen) aus zu erreichen. Ein Bahnanschluss besteht nicht.

## Geschichte
Bis 1945 war das damalige Augustfelde eine Ortschaft innerhalb der Gemeinde Karwen. Daher ist seine Geschichte eng mit der Geschichte Karwens verbunden. Die Gemeinde Karwen gehörte zum Landkreis Stolp im Regierungsbezirk Köslin der preußischen Provinz Pommern. 
Nach 1945 kam der nun Soszyce genannte Ort zu Polen und ist heute eine Ortschaft in der Gmina Czarna Dąbrówka im Powiat Bytowski in der Woiwodschaft Pommern (1975–1998 Woiwodschaft Słupsk).

## Kirche
Kirchlich war Augustfelde bis 1945 nach Mickrow ausgerichtet, zu dessen Kirchspiel in der Kirchenprovinz Pommern der Kirche der Altpreußischen Union es gehörte. 
Heute ist Soszyce der Kirche in Łupawa (Lupow) zugeordnet, die zum gleichnamigen Dekanat im Bistum Pelplin der Katholischen Kirche in Polen gehört. Evangelische Kirchenglieder gehören zur Kreuzkirche in Słupsk (Stolp) in der Diözese Pommern-Großpolen der Evangelisch-Augsburgischen Kirche in Polen.

## Schule
Schulisch gehörte Augustfelde bis 1945 zu Karwen.